# Gellangom
Gellangom is een polysacharide dat geproduceerd wordt uit zetmeel door bacteriële fermentatie met behulp van de bacterie Sphingomonas elodea (eerder Pseudomonas elodea genoemd, op basis van de taxonomie toen het ontdekt werd).
Het werd rond 1978 voor het eerst geïsoleerd en nadien onder de naam "Polysaccharide S-60" door Merck & Co. geoctrooieerd.
Gellangom is een toegelaten voedingsadditief; het E-nummer van de stof is E418. Het wordt gebruikt als verdikkingsmiddel, emulgator en stabilisator. Het mag quantum satis toegevoegd worden aan zowel voedingsmiddelen als dranken.
Gellangom kan aangewend worden als vervanger van agar in microbiologisch werk. Het kan ook gebruikt worden voor de coating van tabletten met geneesmiddelen.